# Torsviktoppen
Der Torsviktoppen ist ein 1604 m hoher Berg in der Heimefrontfjella des ostantarktischen Königin-Maud-Lands. Am nördlichen Ausläufer der Sivorgfjella ragt er südlich des Scharffenbergbotnen auf.
Wissenschaftler des Norwegischen Polarinstituts benannten ihn 1987 nach dem norwegischen Rechtsanwalt Harald Torsvik (1904–1941), einem Anführer der Widerstandsbewegung gegen die deutsche Besatzung Norwegens während des Zweiten Weltkriegs, der am 26. November 1941 von den Besatzern hingerichtet wurde.